# Герасимов, Николай Иванович
Николай Иванович Герасимов — советский хозяйственный, государственный и политический деятель.

## Биография
Родился в 1933 году в деревне Ступино-Деревеньки. Член КПСС.
Окончил Вязниковский льняной техникум.
В 1953—1976 — мастер механического завода № 9, заместитель начальника цеха, начальник цеха, заместитель директора завода, директор завода «Текстильмаш» в городе Костроме.
В 1976—1991 — второй секретарь Костромского горкома КПСС, заведующий отделом строительства Костромского обкома КПСС, председатель Костромского горисполкома, заместитель, первый заместитель председателя Костромского облисполкома.
В 1991—1995 — заместитель главы Администрации Костромской области.
Делегат XXIV съезда КПСС.
Почетный гражданин города Костромы.
Умер в 2019 году в Костроме.

## Награды
- Орден Трудового Красного Знамени (дважды)
- Орден Знак Почёта